# Trouwboekje
Een trouwboekje (ook: familieboekje)  is een document dat een echtpaar van officiële instanties ontvangt bij het sluiten van hun huwelijk. 

## Nederland
In Nederland ontvangt een echtpaar bij het huwelijk een trouwboekje van de burgerlijke stand.
Het trouwboekje is niet gratis; er dient betaald te worden op het moment dat de ondertrouw geregeld wordt. Hoewel het een gangbaar gebruik is, is het niet verplicht zo'n trouwboekje aan te schaffen.
Het trouwboekje bevat een uittreksel uit de huwelijksakte, zoals in de afbeelding hiernaast is weergegeven. Verder is er, afhankelijk van de gemeente waar het boekje wordt afgegeven, ruimte voor kerkelijke aantekeningen en voor het registreren van kinderen van het echtpaar. Tevens bevat het boekje informatie over geboorteaangifte, overlijdensaangifte en uitleg over regelgeving omtrent geslachtsnamen. In Brabant en Limburg bevatte het trouwboekje ook aanwijzingen hoe een rooms-katholieke vrouw zou moeten handelen bij een miskraam. Het boekje is slechts een uittreksel, en is geen vervanger van de geboorte- of huwelijksakte. 

### Geschiedenis
Vanaf 1811 was het verplicht om van geboorten, huwelijk, echtscheiding, overlijden aangifte te doen bij de burgerlijke stand. Bij het huwelijk kreeg men aanvankelijk een geschreven huwelijksbewijs. In het derde kwart van de 19e eeuw begonnen gemeenten een trouwboekje af te geven. Dit werd een algemeen gebruik, maar het was niet wettelijk voorgeschreven. 
Tot de invoering van de burgerlijke stand was er veel variatie in namen. Achternamen, als ze al bestonden, hoefden niet erfelijk te zijn. Iemand kon in het dorp bekend zijn als Jan de Bakker (naar zijn beroep), of Jannes Withuis (omdat hij in een wit huis woonde), of als Jan Hendriks (omdat zijn vader Hendrik heette).
Deze namen bleven ook later bestaan en veel mensen (vooral ongeletterden) wisten niet of nauwelijks onder welke naam ze officieel ingeschreven waren.
Er was ook verwarring met de huwelijksdatum. Vooral in katholieke kringen werd de datum van het kerkelijk huwelijk als geldig beschouwd, terwijl voor de burgerlijke stand alleen het eerder gesloten burgerlijk huwelijk gold.
Het trouwboekje hielp ervoor te zorgen dat namen foutloos werden opgeschreven in officiële documenten. Het werd ook verordonneerd dat bij elke aangifte van geboorte en overlijden vertoond werd. Ambtenaren van de Burgerlijke Stand noteerden dan de geboorten en overlijdens. Er was ruimte voor aantekeningen waar veelal de kerkelijke, equivalente gebeurtenissen als de doop werd bijgeschreven.

### Trivia
- Het uiterlijk van het trouwboekje kan per gemeente verschillen, en bruidsparen kunnen bij sommige gemeenten een keuze maken voor de kleur en het materiaal van het boekje op het moment dat ze in ondertrouw gaan.
- Bij een aantal kerkelijke gelegenheden wordt vooraf om het trouwboekje gevraagd: bij het huwelijk om er zeker van te zijn dat het burgerlijk huwelijk is gesloten voordat men in de kerk kan trouwen, bij doop(zittingen) om de juiste naam te kunnen gebruiken en te registreren.

## België
In België is het gebruikelijk een trouwboekje te geven aan personen die in het huwelijk treden, hoewel het gemeentebestuur er vrij over beslist of ze trouwboekjes al dan niet ter beschikking stelt. Het trouwboekje bevat gegevens opgenomen in de huwelijksakte en laat ruimte voor andere inlichtingen met betrekking tot de staat van de echtgenoten en hun kind(eren). Het trouwboekje kent in België geen authentieke bewijskracht, maar is wel nuttig als eerste aanwijzing van de staat van personen en de juiste schrijfwijze van de naam.

## Frankrijk
In Frankrijk bestaat zoiets als een trouwboekje onder de naam livret de famille ("familieboekje"). Dit boekje kan ook worden afgegeven aan een ongehuwde ouder of ouders van een kind. De wijze van uitgifte en het uiterlijk van deze boekjes worden per decreet vastgesteld. Het 'Livret de Famille' is kosteloos, net als de hele administratieve procedure van het huwelijk.

## Duitsland
In Duitsland is een Familienstammbuch gangbaar. Dit is eigenlijk een mapje, waarin officiële afschriften van huwelijks- en geboorteakten worden bewaard. 
In Duitsland werd het Familienstammbuch landelijk ingevoerd op 1 januari 1875, tezamen met de burgerlijke stand.

## Spanje
In Spanje wordt sinds 1915 door het Ministerie van Justitie een Libro de Familia  verstrekt, waarin de leden van het gehele gezin worden genoteerd, dus ook kinderen (al dan niet geadopteerd), overleden gezinsleden en scheidingen.
Het boekje werd tot 30 april 2021 kosteloos verstrekt op aanvraag bij het Bevolkingsregister (Spaans: Registro Civil) in de woonplaats van de aanvrager. Sinds die datum wordt geen papieren boekje meer uitgegeven, en vindt de registratie helemaal digitaal plaats.

## Zwitserland
In Zwitserland is het trouwboekje als officieel document in 2005 vervangen door een 'familiecertificaat'. Het verschil tussen het trouwboekje en het certificaat is, dat er in of op een familiecertificaat geen wijzigingen worden aangetekend. Bij wijzigingen in de gezinssamenstelling kan men een nieuw certificaat aanvragen met de gewijzigde gegevens. 

## Verenigd Koninkrijk
In het Verenigd Koninkrijk bestaat er geen administratief document als het trouwboekje. Overigens kennen veel Engelstalige landen in het geheel geen centrale registers van huwelijken en gezinnen. 